# Emirato di Aleppo
L'Emirato di Aleppo (in arabo ﺍﻣﺎﺭة ﺣﻠﺐ‎?, Imārat Ḥalab) è stato tra il 944 e il 1128 uno Stato musulmano, inizialmente governato dagli Hamdanidi (944-1024), quindi dalla dinastia mirdaside (1024-1080), poi uqaylide (1080-1128) e infine zengide dal 1128 al 1183.
Il primo emiro fu infatti l'Hamdanide Sayf al-Dawla, sotto il quale Aleppo fruì di un periodo di prosperità economica e culturale, essendo stato il luogo in cui furono attivi il poeta al-Mutanabbi e il filosofo al-Farabi. 
La città fu però saccheggiata nel 962 dall'Impero bizantino (tornato a un buon livello di potenza militare), divenendo stato vassallo di quest'ultimo in seguito alla stipula del Trattato di Safar (969 o 970), che definì lo status politico di Aleppo per i successivi cinquant'anni.

In seguito alla deposizione di Manṣūr ibn Luʾluʾ nel 1016 Aleppo entrò in una fase di instabilità politica, caratterizzata dall'alternanza di periodi di semi-indipendenza sotto i Mirdasidi con periodi di soggezione al califfato fatimide. A partire dal 1086 Aleppo passò sotto il controllo dei Selgiuchidi, sotto il cui controllo sarebbe rimasta fino al 1117. La minaccia crociata spinse i notabili della città a proporre di sostituire il debole emiro Sultan Shah ibn Radwan, posto sotto la reggenza di Luʾluʾ al-Yaya a causa della sua minore età, con il competente Ilghazi ibn Artuq. Nel 1118 Aleppo passò quindi sotto il controllo degli Artuqidi. In questo periodo fu assediata nel 1124 da una coalizione di Crociati e forze musulmane, che appoggiava il detronizzato Sultan Shah ibn Radwan. L'assedio non ebbe esito positivo, grazie all'intervento di Aq Sunqur al-Bursuqi, atabeg di Mosul, chiamato a soccorso dal qadi Abu'l-Faḍl ibn al-Khashshab. Al-Bursuqi, dopo aver rotto l'assedio, fece il suo ingresso in città, prendendone possesso in nome di Mahmud II.
Il 9 agosto 1138, un terremoto devastante rase al suolo la città e l'area circostante e, secondo le stime (non propriamente affidabili) dell'epoca, i morti furono circa 230 000, cosa che farebbe di quel sisma uno tra i più gravi della storia.
Nel 1128 Aleppo divenne capitale del Sultano turco zengide Norandino, che avviò la riconquista della Terrasanta crociata (Outremer) e, dopo la sua morte, Aleppo fu governata dall'Ayyubide Saladino a partire dal 1183.